# Комплето
 Комплето  (исп. completo, «полный») — разновидность хот-дога, распространенная в Чили. Его подают с нарезанными помидорами, авокадо, майонезом, квашеной капустой, заправкой сальсой Американа, перцем ахи и зеленым соусом. Он может быть в два раза больше американского хот-дога.

## История
Блюдо было впервые приготовлено в 1920-х годах в традиционной чилийской забегаловке или fuentes de soda (тип ресторана, популярный в Чили, в котором подают готовые блюда) в центре Сантьяго. Completo был привезен в Чили Эдуардо Бахамондесом (Eduardo Bahamondes), вернувшимся из бизнес-поездки в Соединенные Штаты. Именно там он впервые увидел «хот-дог», который решил привезти на родину. Вернувшись в Чили, он открыл ресторанчик в историческом центре Сантьяго под названием Quick Lunch Bahamondes в здании Portal Fernandez Concha, где начал знакомить чилийцев с хот-догом. Поскольку людям не нравился оригинальный рецепт, он добавил другие ингредиенты, такие как помидор и авокадо, которые в конечном итоге были приняты общественностью.

## Приготовление
Большинство комплето содержат некоторые или все из следующих ингредиентов:
- Авокадо. Не путать с гуакамоле, традиционно в пюре из авокадо перед тем, как положить его в комплето, добавляют только соль.

- Помидор. Обычно свежие помидоры очищают от кожуры, прежде чем нарезать кубиками для комплетос.

- Майонез. Чили — третья по величине страна в мире по употреблению майонеза на душу населения в мире[5]. Поэтому это очень популярная добавка к комплето. Майонез для комплето в Чили обычно готовится дома, так как это предпочтительный способ приготовления чилийцами.

- Квашеная капуста. Известная как чукрут, была завезена в Чили большой волной немецких иммигрантов, прибывших в страну в XIX веке. В настоящее время квашеная капуста полностью признана основным продуктом питания в чилийской кухне.

- Salsa americana, также известная как americana — это чилийская приправа, приготовленная из мелко нарезанной или смешанной смеси соленых огурцов, маринованной моркови и маринованного лука.

- Хлеб. Обычно используется булочка для хот-догов. Однако, при отсутствии булочки для хот-догов и, как правило, при домашнем приготовлении комплетос, могут прибегнуть к марракете, разделив хлеб вдоль, что отличается от традиционного разреза этого хлеба, чтобы сделать как бы две булочки для хот-догов. В некоторых частях страны его также называют Tortuga[6].

## Вариации
По всему Чили для описания различных вариаций комплетос используются специальные названия:
Completo: иногда его называют completo-completo, чтобы отличить от других вариантов, это самая традиционная версия. В ее состав входят измельченные помидоры, майонез (большое количество), квашеная капуста и сальса Американа.
Completo Italiano или просто Italiano: этот вариант, украшенный рублеными помидорами, пюре из авокадо и майонезом, считается самым популярным. Название происходит от его сходства с цветами итальянского флага.
Dinámico («Динамичный»): смесь вышеупомянутых ингредиентов (помидоры, авокадо, майонез и квашеная капуста) или сальса Американа.
Completo A lo Pobre («Комплето бедняка»): готовится из жареного лука, картофеля фри и жареного яйца поверх хот-дога. Название связано с тем, что основные ингредиенты те же, что и в bistec a lo pobre — основном блюде, которое исторически предпочитали низкооплачиваемые рабочие.
Tomate mayo («Томатный майонез»): как следует из названия, это версия, в которой используются только измельченные томаты и майонез.
As: Одним из основных вариантов completo chileno является так называемый as или chilenito, который готовится аналогично комплето, но с заменой колбасы на рубленую говядину типа чурраско, рубленую куриную грудку или ломтики свиной корейки — любой из этих трех продуктов, приготовленных на гриле. Те же ингредиенты, которые используются для completos, обычно добавляются поверх мяса, также производя каждый из вышеупомянутых вариантов.

### Похожие версии
В Бразилии существует разновидность комплето, которая обычно включает майонез, кетчуп, горчицу, кукурузу, горошек, помидоры, лук, сыр пармезан и картофель фри. В Сан-Паулу принято добавлять картофельное пюре. Обычные дополнительные начинки: курица, сливочный сыр, мясной фарш и оливки.